# Baltimore Orioles
A Baltimore Orioles egy amerikai baseballcsapat, székhelyük Maryland állam legnagyobb városa Baltimore. A Major League Baseballban, az Amerikai Liga Keleti csoportjában játszanak.

## Történet

### Milwaukee Brewers
A mai Orioles őse a Milwaukee Brewers(Sörfőzők) volt, amely csapatot 1894-ben alapítottak. Ez a csapat az akkori bajnokság alacsonyabb osztályában szerepelt, egészen 1900-ig.
Az 1900-as bajnoki szezon végén a Nemzeti Megállapodás miatt létrejövő Amerikai Ligába került át, ahol a Nyugati csoport két csapatának lett egyike. (A másik csapat a Detroit Tigers volt). Az 1901-es bajnoki szezonban a csapat az utolsó, 8. helyen végzett, 48 győzelmük mellé 89 vereség társult. Mérkőzéseiket a Lloyd Street Grounds elnevezésű pályán játszották.

### St. Louis Browns
Az 1902-es bajnoki szezonnak a csapat már St. Louis-ban vágott neki. Az új városhoz új név is társult, a csapat ekkori elnevezése St. Louis Browns (Barnák). A város ideális volt, hiszen a korábbi csapatot a tulajdonosai Clevelandbe költöztették (Cleveland Spiders), így itt már volt múltja a baseballnak, valamint játékra alkalmas létesítmény, a Sportman's Park is. Első St. Louis-i szezonjában a Browns második helyen végzett.
Egészen 1954-ig szerepeltek ebben a városban. 1951-ben Bill Veeck, a Cleveland Indians korábbi tulajdonosa vette meg a Brownst. Veeck szerette volna elérni, hogy a város másik, rivális csapat a (Cardinals) elköltözzön, ezért megpróbálta a szurkolókat átcsábítani többek közt azzal, hogy a jobb Cardinals játékosokat felvásárolta. Amikor a Cardinals tulajdonosát adóvisszaéléssel gyanúsították meg, már mindenki biztosra vette, hogy a Cards megy. A csapatot azonban August Busch, Jr., az Anheuser-Busch söripari cég (többek közt a Budweiser gyártója) vette meg, így Veecknek egyértelművé vált, hogy neki kell menni. A terve ekkor az volt, hogy a csapatot visszaköltözteti Milwaukee-ba, ám a Liga többi csapata ezt nem nézte jó szemmel. Ezután megpróbálta magával vinni a csapatot Baltimore-ba, de ez a terve sem sikerült, viszont a csapat jogai mégiscsak ebbe a városba kerültek, mivel Veeck eladta azt egy Clarence Miles vezette Baltimore-i csoportnak.

### Baltimore Orioles
Baltimoreban már az 1890-es években is működött az Orioles nevű csapat, ám 1944-ben az akkori Oriole Park leégett, így 10 év baseball szünet állt be a városban. A nevüket a narancstrupiál nevű madárról (Baltimore Oriole) kapták, a csapat színeiben is ennek a madárnak a színezete köszön vissza.
A mai Orioles 1954. április 15-én, egy utcai parádéval indult útjára. A leégett stadion helyett megépült a Memorial Stadion. A stadion avató mérkőzésükön 46 000 néző láthatta, amint megszerzik első győzelmüket a Chicago Withe Sox ellen, 3-1 arányban, és ezzel a tabella élére álltak. A folytatás már korántsem sikerült ilyen fényesen, utolsó hazai bajnoki meccsükön ismét a Chicago White Sox ellen léptek pályára, ám 11-0-ra alulmaradtak. A bajnokság végére aztán 100 vereséget szedtek össze és fényévnyire kerültek a korábbi első helyüktől.

#### A dicsőséges korszak
Igazi változás csak 1966-ban állt be, amikor az Orioles leigazolta Frank Robinsont Cincinnatiből, akiért cserébe Milt Pappast a csapat egyik legjobb dobóját adták. Robinson remek játékának köszönhetően a csapat elnyerte történetének első AL bajnoki címét, majd a bajnokság döntőjében söpréssel (vereség nélkül) intézte el a Los Angeles Dodgers csapatát. Robinson ebben évben AL MVP (Amerikai Liga legjobb játékosa) címet szerzett, ezzel ő lett az első játékos, akinek mindkét ligából sikerült ilyen címet szereznie (a Cincinnati Reds csapatában 1961-ben megszerezte az NL MVP címet). Az MVP cím mellé Robinson bezsebelte a Triple Crown (legjobb ütőátlag, legtöbb hazafutás, legtöbb beütött pont) díjat is. Érthető módon a Reds drukkerek nem nézték jó szemmel ezt a játékos cserét, de igazán akkor tomboltak dühükben, mikor az 1970-es bajnoki döntőben a korábbi sztárjuk által vezetett Orioles pont a Cincinnati Reds ellen gyűjtötte be második bajnoki címét.
Ez a játékoscsere később, „a legaránytalanabb csere a baseball történetében” jelzőt kapta, még az 1988-ban készült Baseball Bikák című film is megemlékezik róla, mikor Suzan Sarandon a bevezető monológjában ezt mondja: „A rossz üzletek hozzátartoznak a baseballhoz. Ki felejtené el a Frank Robinson, Milt Pappas cserét?”
Az Orioles történetében ezt az 1966-tól 1983-ig tartó korszakot a sikerek éveinek is nevezik, melynek záloga a nagyszerűen működtetett utánpótlás nevelés (farm system). Ezek a tartalék csapatok rengeteg fiatal tehetséget adtak a baseballnak, és vezették sikerre az Oriolest. Ebben az időszakban 3 bajnoki címet (1966, 1970, 1983) és 6 Amerikai Liga bajnoka címet (1966, 1969, 1970, 1971, 1979, 1983) nyertek. 3 játékosuk is MVP (Most Valuable Player) címet nyert (Frank Robinson-1966, Boog Powell-1970, Cal Ripken Jr.-1983), a dobó szekció bezsebelt hat Cy Young díjat (a bajnokság legjobb dobója cím) (Mike Cuellar-1969, Jim Palmer-1973, 1975, 1976, Mike Flanagan-1979, Steve Stone-1980) és 1971-ben 4 dobójuk is 20 győztes mérkőzést tudott elérni ami a 101-61-es győzelem-vereség mutatóhoz segítette a csapatot. A fiatalok beépítését legjobban a elnyert Rookie of the Year (év újonca) címek mutatják, amiből ezen időszak alatt hármat sikerült megnyerni (Al Bumbry-1973, Eddie Murray-1977, Cal Ripken Jr.-1982).
Az 1983-as bajnoki cím után aztán az Orioles elkezdett visszaesni. Ennek kiteljesedése 1988-ban következett be, amikor 21 zsinórban elszenvedett vereséggel kezdték a szezont, ami máig Major League rekordnak számító vereségszéria a bajnokság rajtjában. Természetesen a tulajdonosok nem nézték jó szemmel a dolgot és megváltak az akkori edzőtől Cal Ripken Sr.-től, helyére a játékosként rengeteg sikert elért Frank Robinsont nevezték ki. Ezt a szezont már ő sem tudta megmenteni a csapat 54 győzelme mellé 107 vereséget gyűjtött be. Ennek fényében volt igazi szenzáció, hogy 1989-ben a mindenki által már leírt O's majdnem elnyerte a Keleti csoport bajnoki címét, mindössze két győzelmen múlott ez a siker.

#### Az új stadiontól napjainkig

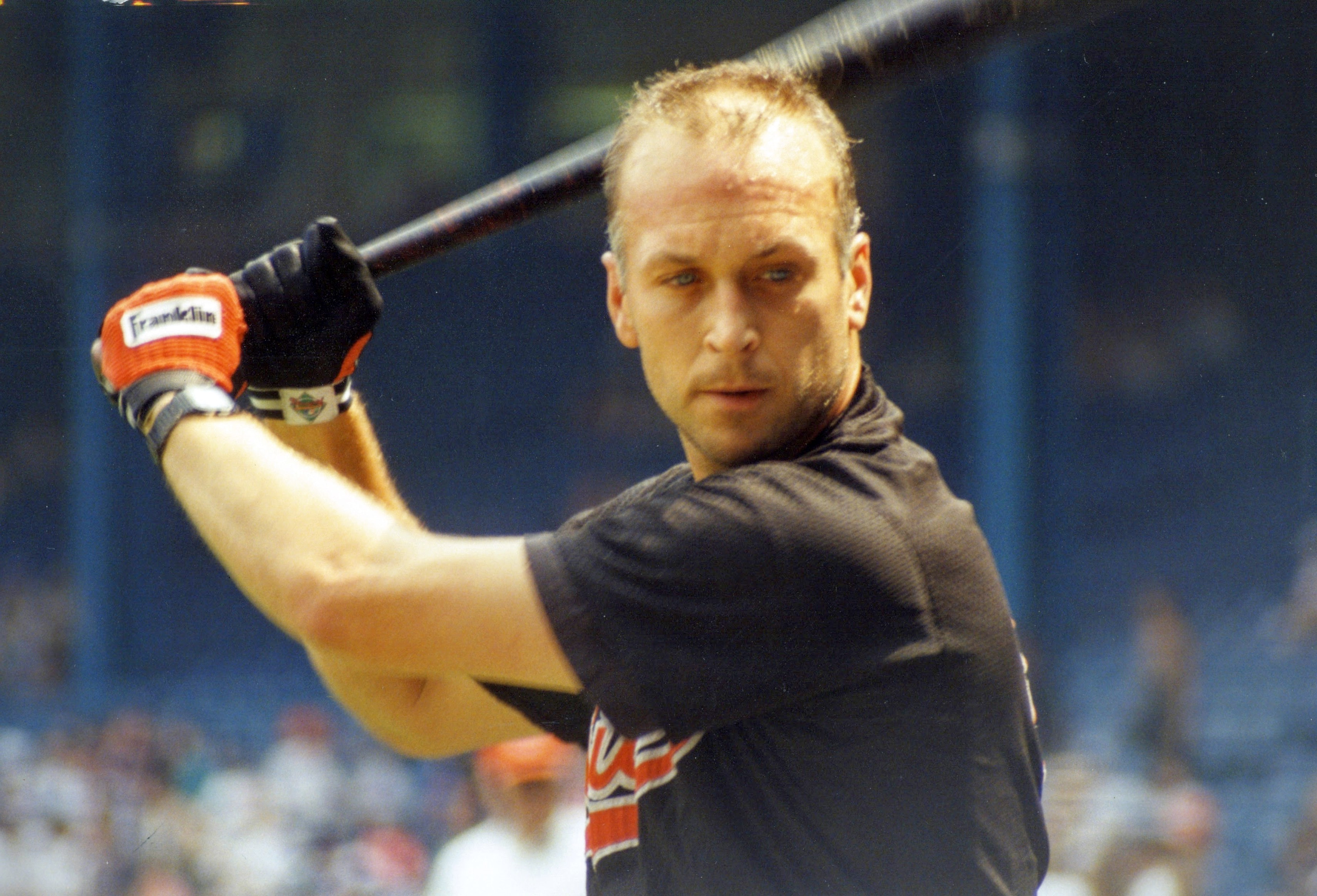
Cal Ripken Jr. egy mérkőzés előtti ütőedzésen 1993-ban

1992-ben hatalmas ünnepség keretében átadták a modern kornak jobban megfelelő új stadiont a Camden Yardot, ahol 1993-ban megrendezték az All Star Game gálát. 1995-ben aztán újra az Oriolestól volt hangos a sajtó, ugyanis Cal Ripken Jr. megdöntötte Lou Gehrig rekordját, aki 2130 mérkőzésen volt megszakítás nélkül a kezdő csapatban. Ripken nagyszerű sorozata 1998. szeptember 20-ig tartott, összesen 2632 mérkőzés került a neve mellé.
A csapat utolsó nagy fellángolása az 1996-os és 1997-es szezonban volt. 1996-ban a csapat, mint legjobb második (wild card) delegálta magát a rájátszásba, ahol a World Series elődöntőjéig jutott, itt a későbbi bajnok New York Yankees ellen vezettek 4–1-re. 1997-ben megnyerték az Amerikai Liga keleti csoportját, a rájátszásban ismét az elődöntőig jutottak, legyőzőjük a Cleveland Indians csapata volt.
1999-ben egy bemutató mérkőzés erejéig Kubába látogatott az Orioles. 1959 óta az első MLB csapat volt, akiknek ez a lehetőség megadatott. A mérkőzést 11 inningben az Orioles nyerte 3–2 arányban, ám a baltimore-i visszavágón már Kuba legjobbjai nyertek 10-6 arányban.
1999-től a 2007-es szezonig az Orioles győzelmi mutatója folyamatosan 50% alatti volt, ami a középszerű csapatok jellemzője. Bár többször megpróbáltak nagy neveket vásárolni, soha nem úgy sikerült, ahogy elképzelték. A 2005-ös szezonban 62 napig vezették az Amerikai Liga keleti csoportját, ám majdnem a teljes kezdő csapatuk sérült listára került. Ráadásul Rafael Palmeiro – aki ebben az évben elérte a 3000. ütését és 500. hazafutását karrierje során – doppingtesztje pozitívnak bizonyult és a rekord beállítása után 15 nappal eltiltották a további játéktól. A szezont 42-28-as mutatóval kezdő Orioles a további meccseken 32-60-as mutatót produkált, ennél rosszabb eredményt csak a Kansas City Royals csapata tudott felmutatni. 2007-ben egy újabb negatív rekordot állított fel a csapat, augusztus 22-én 30-3 arányban kaptak ki a Texas Rangers ellenében. A 30 kapott pont az elmúlt 110 évben még egyik csapatnak sem sikerült.

## Csapatjelképek
- Csapatszínek: A fekete és a narancssárga a hivatalos színek, melyeket a baltimore-i rigótól kölcsönzött a csapat.
- Emblémák:
  - Sapkaembléma: Fekete alapon egy narancssárga rigó.
  - Csapatembléma: Egy baseball pályát szimbolizáló háttér előtt a csapat címerállata, alatta Orioles felirat.
- Kabalafigura: The Bird – a csapat jelképe, a rigó.

## Döntőbeli szereplések
| Év   | Alapszakasz eredmény | Döntőbeli eredmények                                                          |
| ---- | -------------------- | ----------------------------------------------------------------------------- |
| 1944 | 89-65                | Amerikai Liga győztes. A döntőben a St. Louis Cardinals-tól kapott ki 4-2-re. |
| 1966 | 97-63                | World Series győztes. A döntőben a Los Angeles Dodgers-et verte meg 4-0-ra.   |
| 1969 | 109-53               | Amerikai Liga győztes. A döntőben a New York Mets-től kapott ki 4-1-re.       |
| 1970 | 108-54               | World Series győztes. A döntőben a Cincinnati Reds-et verte meg 4-1-re.       |
| 1971 | 101-57               | Amerikai Liga győztes. A döntőben a Pittsburgh Pirates-től kapott ki 4-3-ra.  |
| 1979 | 102-57               | Amerikai Liga győztes. A döntőben a Pittsburgh Pirates-től kapott ki 4-3-ra.  |
| 1983 | 98-64                | World Series győztes. A döntőben a Philadelphia Phillies-t verte meg 4-1-re.  |

## Orioles játékosok a Baseball Hírességek Csarnokában

### Milwaukee Brewers
- Hugh Duffy

### St. Louis Browns
- Jim Bottomley
- Willard Brown
- Jesse Burkett
- Dizzy Dean
- Rick Ferrell
- Goose Goslin
- Rogers Hornsby
- Heinie Manush
- Satchel Paige
- Eddie Plank
- Branch Rickey
- George Sisler
- Bill Veeck
- Rube Waddell
- Bobby Wallace

### Baltimore Orioles
- Luis Aparicio
- Reggie Jackson
- George Kell
- Eddie Murray
- Jim Palmer
- Cal Ripken, Jr.
- Robin Roberts
- Brooks Robinson
- Frank Robinson
- Earl Weaver
- Hoyt Wilhelm

## Visszavont mezszámok
- 4 Earl Weaver, edző, menedzser 1968–1982, 1985–1986
- 5 Brooks Robinson, hármasvédő 1955–1977
- 8 Cal Ripken Jr., hármasvédő, shortstop, 1981–2001
- 20 Frank Robinson, Jobbkülső védő 1966–1971, edző, menedzser 1988–1991
- 22 Jim Palmer, dobó 1965–1984
- 33 Eddie Murray, egyes védő 1977–1988
- 42 Jackie Robinson, a teljes Major League-ből visszavonták